# Last Man Standing
Last Man Standing – debiutancki album amerykańskiego rapera MC Eihta. Został wydany 11 listopada 1997 roku nakładem wytwórni Epic Records.

## Lista utworów
1. "Under Attack" (featuring Boom Bam) - 4:03
2. "Kind of Pimpish" - 4:37
3. "Me & My Bitch" (featuring Hie Tiimes) - 5:00
4. "Can I Get Mine" - 3:04
5. "Compton 4 Death" - 4:42
6. "Tha Business" (featuring Da Foe, Lil' Hawk & Big Nasty)- 4:46
7. "Any Meanz" - 4:33
8. "Tough Guyz" (featuring Boom Bam & Mon Diggi) 4:09
9. "Got Cha Humpin'" - 4:11
10. "Hit the Floor" (featuring Daz Dillinger) 4:31
11. "Who's Tha Man" - 4:21
12. "Tha Way We Run It" (featuring B-Real) 3:51
13. "Anything U Want" - 4:04
14. "Hangin'" - 4:17
15. "When All Hell Breaks Loose" - 3:50
16. "Hubtouchablez" - 4:49
17. "On Top of All That" - 3:56
18. "Return Fire" - 4:39

## Historia notowań
| Notowanie (1997)                      | Pozycja |
| ------------------------------------- | ------- |
| U.S. Billboard 200                    | 64      |
| U.S. Billboard Top R&B/Hip-Hop Albums | 13      |